# レット・ユアセルフ・ゴー
「レット・ユアセルフ・ゴー」（Let Yourself Go）は、アメリカのロックバンド、グリーン・デイの楽曲。アルバム『ウノ!』の4曲目に収録され、アルバムからの3枚目のシングルとしてカットされた。
| スタブアイコン | サブスタブ | この項目は、まだ閲覧者の調べものの参照としては役立たない、シングルに関連した書きかけの項目です。この項目を加筆・訂正などしてくださる協力者を求めています（P:音楽/PJ:楽曲）。 |